# جفری ال. کیمبل
جفری ال. کیمبل (انگلیسی: Jeffrey L. Kimball؛ زادهٔ ۲۹ مهٔ ۱۹۴۳) مدیر فیلم‌برداری اهل ایالات متحده آمریکا است.
او در سال ۱۹۶۴ در دانشگاه نورث تگزاس در رادیو و تلویزیون تحصیل کرد. در سال ۱۹۶۹، او هالیوود را ترک کرد و به عنوان مدیر فیلمبرداری برای دفتر دالاس شرکت تولید تجاری تلویزیونی مشغول به کار شد. او در سال ۱۹۷۲ برای همیشه به هالیوود بازگشت و در آنجا کار می‌کرد.
او علاوه بر کار در فیلم‌های بلند، به عنوان فیلمبردار در تبلیغات و موزیک ویدیوها نیز فعالیت می‌کند. او همچنین تبلیغات تجاری را کارگردانی می‌کند.

## آثار سینمایی به عنوان فیلم‌بردار
- افسانه بیلی ژان (۱۹۸۵)
- تاپ گان (۱۹۸۶)
- پلیس بورلی هیلز ۲ (۱۹۸۷)
- انتقام (فیلم ۱۹۹۰)
- نردبان یعقوب (۱۹۹۱)
- سوی موفرفری (۱۹۹۱)
- داستان عاشقانه واقعی (۱۹۹۳)
- متخصص (۱۹۹۴)
- جنایات جنسی (۱۹۹۸)
- استیگماتا (۱۹۹۹)
- مأموریت: غیرممکن ۲ (۲۰۰۰)
- رمزگویان باد (۲۰۰۲)
- پیشتازان فضا (۲۰۰۲)
- دستمزد (فیلم ۲۰۰۳)
- جهش بزرگ (فیلم ۲۰۰۴)
- باحال باش (۲۰۰۵)
- جاده افتخار (۲۰۰۶)
- چهار کریسمس (۲۰۰۸)
- سگ‌های پیر (۲۰۰۹)
- بی‌مصرف‌ها (۲۰۱۰)
- دره خورشید (۲۰۱۱)
- بدل (فیلم ۲۰۱۱)